# مباينة (حساب)
المباينة عند المحاسبين والمهندسين كون العددين الصحيحين بحيث لا يعدهما غير الواحد، كالسبعة والتسعة فإنه لا يعدهما إلا الواحد فهما متباينان. وقيد الصحيح بناء على عدم جريانها في الكسور. ويقابله الاشتراك والمشاركة لأنه كون العددين بحيث يعدهما غير الواحد.